# 叶子龙
叶子龙（1916年12月29日—2003年3月11日），原名叶良和、叶佐臣，男，汉族，湖南浏阳人，中华人民共和国政治人物，曾任毛泽东秘书、中共中央办公厅机要室主任、中共北京市顾问委员会副主任、中共北京市委常务委员、北京市副市长。

## 生平
1916年12月29日，叶子龙生于湖南省浏阳县石望乡平安洲村（今湖南省浏阳市高坪镇石湾村）一个贫农家庭。1925年，进入平安洲维新初级小学读书，但因家庭贫困，未满一年便停止了学业。退学后，随师学习制作花炮。1926年，参加家乡的农民暴动，并担任村中的童子团团长。:2-4
1930年8月，加入中国工农红军，并为家人安全而改名叶子龙。1931年2月，加入中国共产主义青年团。1932年初，调红一军团总部任译电员。同年，加入中国共产党。1933年10月，调红七军团司令部任译电员。1934年7月，调中华苏维埃共和国国家政治保卫局红军工作部任科员。1935年10月，调中华苏维埃共和国中央革命军事委员会机要股任译电员。11月，调任毛泽东的军事参谋、中央军委机要股股长。1936年，任中央军委机要科科长、毛泽东秘书。1942年8月，任中共中央书记处办公处机要科科长。1947年3月，随毛泽东转战陕北，任中央纵队参谋长。1948年5月，任中共中央书记处办公处副处长。1949年3月后，任中共中央办公厅机要室主任、中共中央主席秘书、毛泽东办公室主任。1961年，因窃听器事件处以严重警告处分，并在文化大革命期间因此监护审查近七年，直到毛泽东得知后亲自过问而得到解放。:230
1962年5月，调任中共北京市委工业部副部长。1974年7月，任北京市机械局副局长。1979年5月起，任中共北京市委常委、北京市副市长、市委政法委副书记。1980年5月10日，获得平反。:230-2311982年10月，任中国政法大学筹建领导小组成员。11月，任中共北京市顾问委员会副主任。1983年1月，任中华人民共和国公安部咨询委员会委员。1983年7月，任国家安全部咨询委员会委员。1992年6月，离职休养，并享受市长级待遇。
2003年3月11日19时10分，在北京市逝世，享年86岁。19日，遗体告别仪式在八宝山殡仪馆举行。

## 家庭
- 夫人：蒋英
  - 女儿：叶燕（1939年—），高级工程师。[6]

## 著作
- 《叶子龙回忆录》，叶子龙著，2000年中央文献出版社出版。

## 评价

### 正面
中共北京市委机关报《北京日报》评价为“把自己的毕生精力无私地献给了党和人民，赢得广大干部群众的赞誉和爱戴，是北京市德高望重的优秀领导干部”。

### 负面
毛泽东前秘书戚本禹在回忆录中写道叶子龙“偷搞女人”“偷卖礼品”，评价为“真是不检点到极点”。